# Telosquistals
Els Teloschistales són un ordre de fongs que formen líquens que pertanyen a la classe Lecanoromycetes dins la divisió Ascomycota. L'ordre conté unes 5 famílies, 66 gèneres i 1954 espècies.

## Famílies
- Caliciaceae
- Letrouitiaceae
- Megalosporaceae
- Physciaceae
- Teloschistaceae